# Louis Étienne Baudier de Royaumont
Louis Etienne Baudier, dit Baudier de Royaumont, né à Semur-en-Auxois le 27 avril 1854 et mort à Paris le 27 juillet 1918, est un journaliste, directeur de publication, un homme de lettres, romancier, auteur dramatique, et historien français.
Il est le premier conservateur de la Maison de Balzac. 

## Biographie
Il a collaboré depuis 1875 aux principaux journaux parisiens.  Il a fondé et dirigé les premiers journaux français de Tunisie (1884) et en France : L’Électeur de la Côte-d'Or (Dijon 1880), Le Cri de Passy et d'Auteuil (1898), La Vigie Parisienne (1907). 
Il a écrit un ouvrage scientifique La Conquête du Soleil (1882), des ouvrages géographiques La Tunisie sous M. Cambon (1886), Deux légendes algériennes (1898), La Tunisie à l'Exposition de 1889 ; les mémoires de la tragédienne Agar (1892) et plusieurs études sur Honoré de Balzac.
Il a publié : Chien et chat et Sacré Cosaque (1895), écrit par sa femme Pauline Savari.
Il a fait représenter Tous journalistes et Divorce Impérial, pièces écrites par Pauline Savari, Au temps où les sources chantaient (un acte en vers), Retraites ouvrières.
Louis Baudier de Royaumont loue l'ancien appartement de Balzac, rue Raynouard, dans le quartier de Passy, le 16 mai 1908. Il en fait un musée inauguré le 16 juillet 1910.
En 1912, il fonde avec Apollinaire, Henri-Martin Barzun et Sébastien Voirol, Le Club artistique de Passy, qui fut l'une des origines du Laboratoire Art et Action.

## Famille
Il se marie avec Pauline Savari et eurent deux fils Louis et Philippe Baudier de Royaumont, qui épouse Suzanne Leloir, fille de Maurice Leloir en 1912 et mort pour la France en 1916.